# Helix Studios
Helix Studios es una compañía estadounidense productora de cine pornográfico gay que presenta principalmente vídeos twink gay. Se caracteriza por sus amplios encuadres y su iluminación rica florista con un toque cinenematografico japonés y ruso con notas internacionales